# Different game

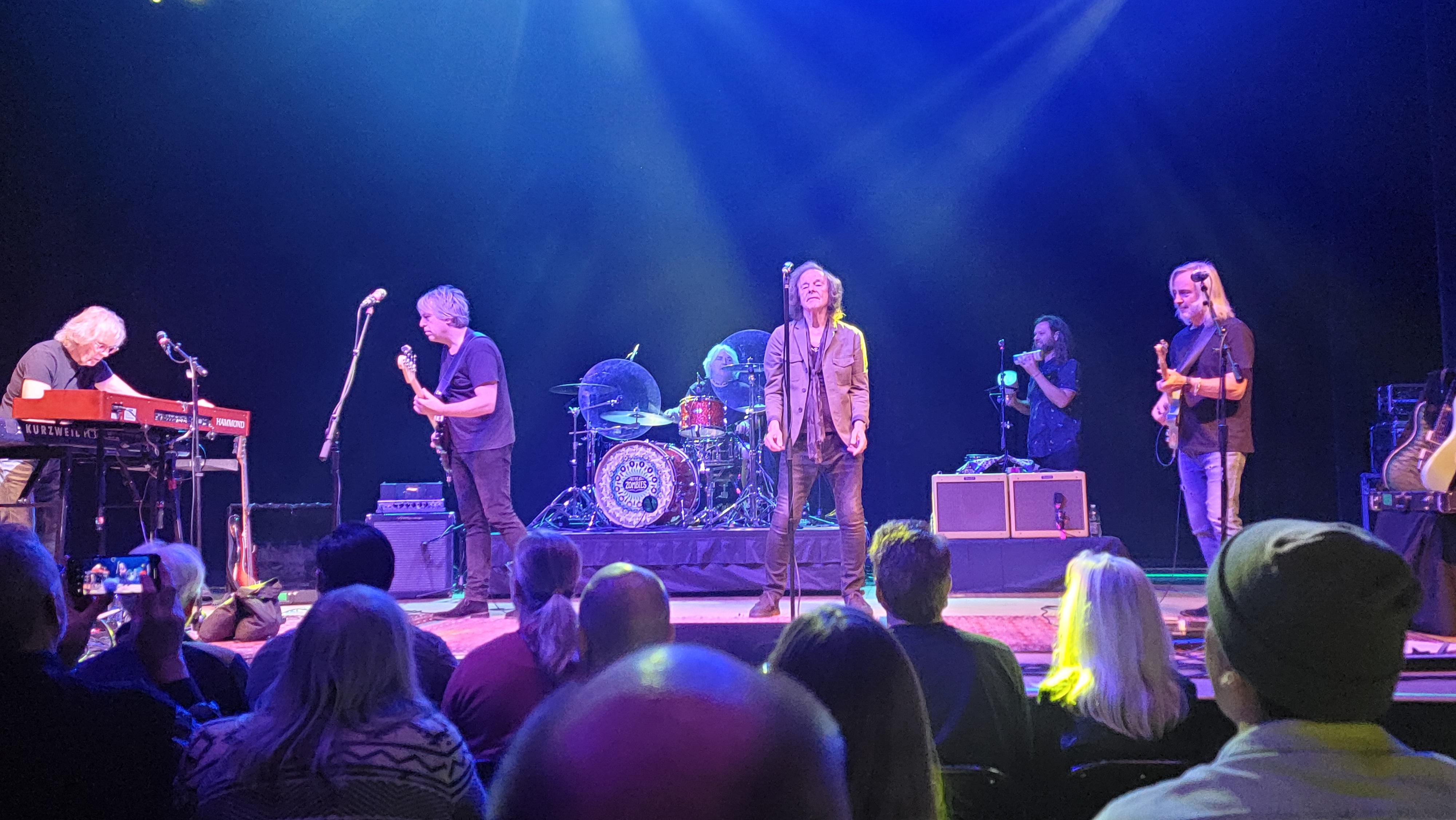
The Zombies op tournee in 2023

Different game is een studioalbum van The Zombies.

## Inleiding
The zombies was een band die al eind jaren zestig werd opgeheven. Daarna gingen zanger Colin Blunstone en toetsenist Rod Argent ieder hun weg. De eerste had een sololoopbaan en deelname aan de Alan Parsons Project; de tweede met zijn band Argent dat koos voor progressieve rock. In de 21 eeuw kwam The Zombies terug via het retrocircuit, waarbij de heren zoveel pret beleefden dat er weliswaar onregelmatig ook nieuwe opnamen werden uitgebracht, terwijl ook de heruitgaven en verzamelalbums hun verleden levend hielden. Different game bevat uitsluitend nieuwe opnamen, die begonnen nadat The Zombies werden geëerd door de opname binnen de Rock and Roll Hall of Fame. Beiden waren toen al ruim de zeventig gepasseerd.
Al snel werden de basistracks opgenomen; Argent constateerde dat dat ongeveer op dezelfde manier ging als in die vroege jaren, toen dat vanwege gebrekkige techniek op geen andere manier kwam. Live-inspelen was het devies. Ze waren goed bezig toen de coronapandemie uitbrak en alles weer stil kwam te liggen. Het betekende dat de heren rustig aan hun liedjes konden (blijven) werken; Argent probeerde zich nieuwe apparatuur eigen te maken. In maart 2023 kwam Different game op de markt. Het leverde een album met korte tijdsduur op, want het moest ook op elpee passen. De tien liedjes geven een wisselend beeld, maar hebben als gemeenschappelijke klank toch de progressieve rock uit de periode rond 1970; het is vermengd met klassieke muziek (zogenaamde barokpop) en psychedelische rock. Er werden vergelijkingen gemaakt met de toptijden van Procol Harum en Moody Blues (Maxazine). Rod Argent zei dat Blunstones album One year het dichtst bij kwam.
De platenhoes werd door de bandleden zelf geschoten. Ze waren aan het toeren in de Verenigde Staten toen hun bestelauto vlamvatte en ze uren in het niemandsland van Arizona moesten wachten; volgens Argent een weergave van het gangbare bandleven.

## Musici
- Colin Blunstone – eerste zangstem
- Rod Argent – tweede zangstem, toetsinstrumenten, achtergrondzang
- Tom Toomey -   gitaar, achtergrondzang
- Søren Koch – basgitaar, achtergrondzang
- Steve Rodford – drumstel

Net als Blunstone en Argent is Rodford oudgediende; hij was er al bij toen Argent de wereld rondtrok

## Muziek
| Nr. | Titel                                        | Duur |
| --- | -------------------------------------------- | ---- |
| 1.  | Different game (Argent)                      | 4:57 |
| 2.  | Dropped reeling and stupid (Argent)          | 3:52 |
| 3.  | Rediscover (Argent)                          | 3:58 |
| 4.  | Runaway (Argent)                             | 3:17 |
| 5.  | You could be my love (Argent)                | 3:48 |
| 6.  | Merry-go-round (Argent)                      | 4:24 |
| 7.  | Love you while I can (Argent)                | 3:18 |
| 8.  | I want to fly (Argent)                       | 4:16 |
| 9.  | Got to move on (Argent)                      | 3:54 |
| 10. | The sun will rise again (Argent , Blunstone) | 4:27 |

## Nasleep
Vlak na de uitgifte van Different game kreeg The Zombies de rechten terug van hun oude opnamen. Na het opheffen van de coronamaatregelen gaf The Zombies weer concerten, totdat een Amerikaanse tournee in 2024 afgezegd moest worden omdat Argent werd getroffen door een herseninfarct. Hij stapte uit de concertversie van de band, maar zou wel blijven bijdragen bij opnamen.